# Francisco Ernani Lima da Silva
Francisco Ernani Lima da Silva, conegut com a Mirandinha, (Chaval, Brasil, 2 de juliol de 1959) és un exfutbolista brasiler. Va disputar 4 partits amb la selecció del Brasil.